# Ernanodon
Ernanodon is een geslacht van uitgestorven zoogdieren dat leefde tijdens het Laat-Paleoceen in oostelijk Azië. Het behoort tot de Palaeanodonta, een groep schubdierachtigen. De typesoort is Ernanodon antelios.

## Fossiele vondsten
Ernanodon is bekend van fossiele vondsten in de Nongshan-formatie in zuidelijk China en de Naran Bulak-formatie in Mongolië, waaronder enkele vrijwel complete skeletten. De vondsten dateren uit de Asian Land Mammal Ages Nongshanian en Gashatan.

## Kenmerken
Ernanodon was ongeveer 70 centimeter lang met een kop van 10,5 centimeter lang en een circa 20 centimeter lange staart. Het dier had een korte brede kop, grote hoektanden en sterke voorpoten met grote klauwen, die gebruikt werden om te graven. Aanvankelijk werd Ernanodon beschouwd als een tandarme, maar het grote aantal overeenkomsten in anatomische kenmerken wijst op indeling bij de palaeanodonten.

## Kenmerken van taxa en geschiedenis van classificatie
Toen het voor het eerst werd ontdekt en onderzocht, dacht men dat het een primitieve miereneter was. Het dier en Eurotamandua uit het Eoceen van Duitsland hielpen bij het ondersteunen van een inmiddels niet meer ondersteunde hypothese dat er beweging was tussen de fauna van Zuid-Amerika (het thuisland van miereneters en andere Xenarthra) en de fauna van Europa en Azië, via Noord-Amerika. Dit werd verder ondersteund door de vermeende Europese phorusrhacide Strigogyps, ook uit het Eoceen van Duitsland.
De opvatting dat Ernanodon antelios een miereneter was, werd verworpen, en het idee dat er een uitgebreide Paleocene fauna-uitwisseling met Zuid-Amerika was, is heroverwogen omdat Eurotamandua nu wordt beschouwd als een schubloze verwant van het huidige schubdier, en de verschillende Europese phorusraciden worden opnieuw geïdentificeerd als meer primitieve leden van Cariamae.
De plaatsing van Ernanodon antelios in Xenarthra wordt verder in twijfel getrokken omdat het de kenmerkende gewrichten mist die kenmerkend zijn voor Xenarthra, dezelfde reden waarom Eurotamandua niet langer als een Xenarthra wordt beschouwd. Recente onderzoeken van nieuwe overblijfselen gevonden in Mongoolse lagen uit het Laat-Paleoceen hebben geleid tot de vaststelling dat Ernanodon antelios nauw verwant is aan het geslacht Metacheiromys binnen de orde Palaeanodonta, die in het onderzoek werd herbevestigd als het zustertaxon van de orde Pholidota (de schubdieren).